# Perspectiva aèria

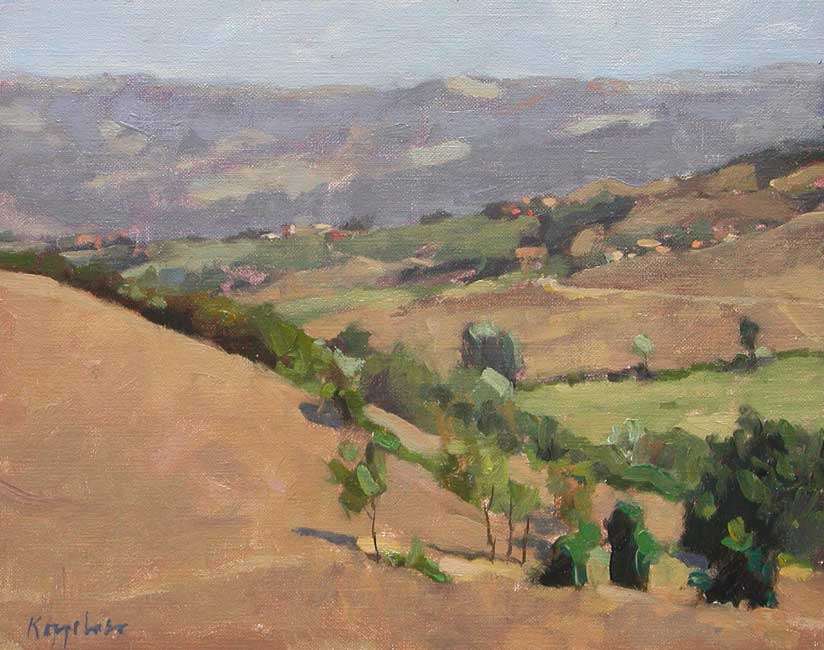
Paisatge en les rodalies de Bolonya, de Frans Koppelaar.
En aquesta pintura es representa l'efecte que la perspectiva aèria produeix sobre les muntanyes llunyanes.

La perspectiva aèria o perspectiva atmosfèrica és el mètode amb el qual es produeix una sensació de profunditat en una pintura, en imitar l'efecte d'espai que fa que els objectes es vegin més pàl·lids, blaus i nebulosos o menys distingibles a distància mitjana i llunyana.
El terme va ser encunyat per Leonardo da Vinci, a diferència de la perspectiva lineal però la tècnica va poder haver estat emprada ja en les antigues pintures murals grecoromanes de Pompeia. Es va descobrir que la pols i la humitat en l'ambient causaven la dispersió de la lluminositat. La llum pot ser llum de longitud d'ona curta (blava) més disseminada i la llum de longitud d'ona llarga (vermella) menys escampada.
Els pintors italians dels temps de Leonardo van usar el procediment; i va ser aprofitat també al segle XV pels artistes europeus del nord i després per Joseph Mallord William Turner
A l'art xinés i japonés s'hi arribà a practicar un tipus de perspectiva aèria anomenada fukinuki yatai, on no es mostren ni sostres ni envans. L'origen es troba a la Xina de la dinastia Tang. Hi ha exemples a: la coves de Dunhuang, a obres del Japó de l'era Heian tardana com Genji Monogatari i a l'Acte 10 de l'obra Una tresoreria de lleialtat de Katsushika Hokusai.